# Sandra Ursache
Sandra Ursache (geb. Hoffmann; * 1978) ist ein deutsches ehemaliges Fotomodell und eine Schönheitskönigin. 
Ende Januar 2000 wurde die 21-jährige Logopädin aus Reuden bei Zeitz (Sachsen-Anhalt) im Berliner Hotel Estrel zur Miss Germany gewählt. Bei der Wahl zur Queen of the World am 8. Dezember 2000 erreichte sie Platz 3.
Sandra Hoffmann heiratete im Jahr 2003 Adrian Ursache aus Berlin, der 1998 Mister Germany war. Die beiden haben zwei Söhne.
Im Juli 2008 waren Ehe und Familienleben des Paars Gegenstand einer Reportage aus der Serie We Are Family! auf Pro7. 2012 arbeitete Sandra Ursache in einer Leipziger Modeboutique.
Am 25. August 2016 wurde das Anwesen der Familie zwangsgeräumt, nachdem die Finanzierung gescheitert und die Immobilie zwangsversteigert worden war. Dabei kam es zu einem Schusswechsel zwischen Adrian Ursache und Einsatzkräften eines Spezialeinsatzkommandos, bei dem ihr Mann schwer und zwei Polizisten leicht verletzt wurden. Bei der spektakulären Räumung befand sich Sandra Ursache nach Polizeiangaben zusammen mit anderen Familienangehörigen und Anhängern auf dem Grundstück und unterstützte ihren Mann, der der Reichsbürgerbewegung zugerechnet wird und das Gelände zuvor zu einem Scheinstaat ausgerufen hatte.
Sandra Ursache soll sich im Frühjahr 2019 bei einem Haftbesuch von ihrem Mann getrennt haben.